# Беері
Беери (івр. בארי — ізраїльський кібуц, розташований неподалік кордону з сектором Гази .

## Історія
Кібуц був заснований в Йом-Кіппур 1946 року з 5 на 6-е жовтня під час операції «11 населених пунктів» у пустелі Негев. Тоді він розташовувався поблизу Ваді-Нахабір (Wadi Nahabir), за кілька кілометрів на південь від Беерот-Іцхак . Його заснували учасники руху «Ха-Ноар Ха-Овед Ве-ха-Ломед» (Федерація робітничої та учнівської молоді,англ. HaNoar HaOved VeHaLomed), яких готували в кібуці Маоз-Хаїм (англ. Maoz Haim), а також у єврейських бойскаутів. Свою назву кібуц отримав на честь Берла Кацнельсона: Беері був його літературним псевдонімом .
1947 року населення Беері становило понад 150 осіб, і перед Арабо-ізраїльською війною 1947—1949 років поселенці займалися освоєнням цілинних земель та посадкою дерев. Учасники кібуцу поповнилися молодими єврейськими переселенцями з Іраку, що перейшли через пустелю. Згідно з одним із звітів Єврейського національного фонду 1949 року: «Протягом багатьох місяців кібуц був повністю відрізаний, але поселенці протрималися до звільнення Негева в жовтні 1948 році» .
Після проголошення незалежності Ізраїлю в 1948 році кібуц був перенесений на 3 кілометри на південний схід у його нинішні кордони. Традиційно це один із найбагатших кібуців в Ізраїлі. Після початку Інтифади Аль-Акси він постраждав від обстрілів ракетами «Кассам» і внаслідок сутички поблизу бар'єра Ізраїль — сектор Гази за вісім кілометрів від нього.
Протягом цих років кібуц Беер приймав багато добровольців. Одним з найвідоміших з них є член Конгресу США та кандидат у президенти США 2012 року Мішель Бахман, яка працювала в кібуці у 1974 році.
У жовтні 2023 року під час конфлікту між сектором Гази та Ізраїлем бойовики ХАМАС проникли в Беері і взяли в заручники невідому кількість ізраїльтян . Було також убито понад 100 людей .

## Населення
За даними Центрального статистичного бюро Ізраїлю, населення початку 2020 року становило 1 049 чоловік.

## Визначні пам'ятки
Приблизно за чотири кілометри на північ знаходиться пам'ятник Австралійському і Новозеландському армійському корпусу (АНЗАК), присвячений пам'яті бійців АНЗАК, які загинули в Третій битві за Газу (англ. Third Battle of Gaza) під час першої світової війни .

## Галерея

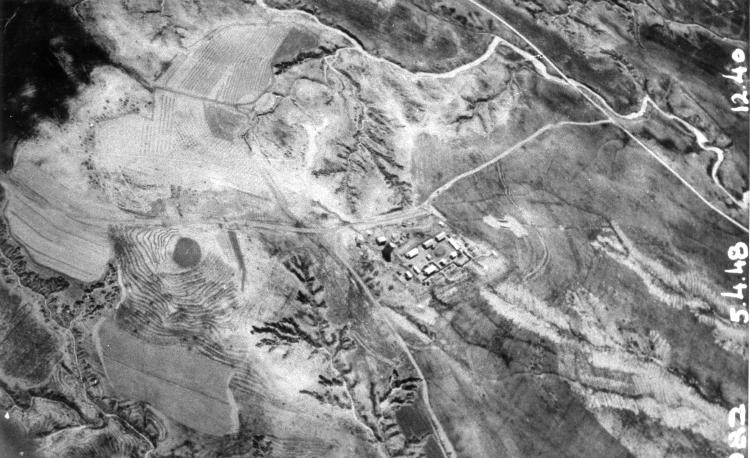
Кібуц Беері в 1948 році
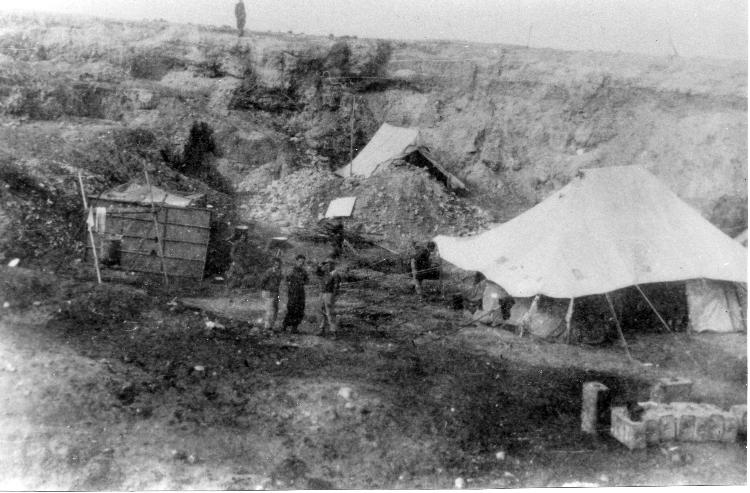
Позиція бригади Їфтах поблизу Беері в 1948 році
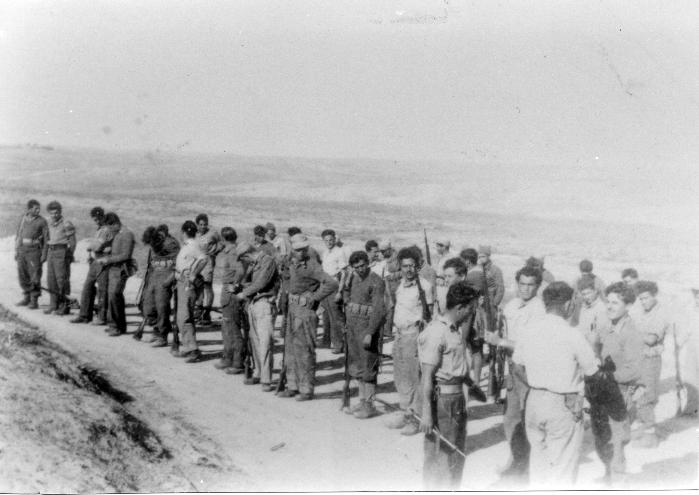
Члени роти бригади Їфтах "D", зібрані в Беері в 1948 році
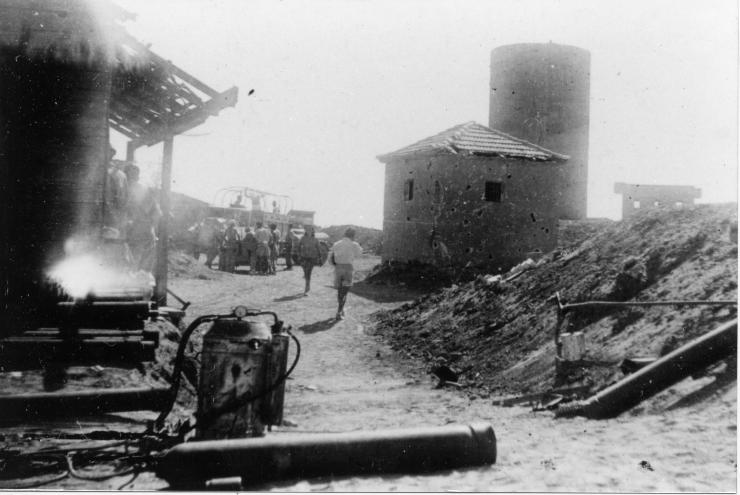
Кібуц Беері після боїв у 1948 році